# 暈環多紀魨
暈環多紀魨為輻鰭魚綱魨形目四齒魨亞目四齒魨科的其中一種，為溫帶海水魚，分布於西北太平洋中國海域，棲息在底層水域，生活習性不明。

## 扩展阅读
維基物種上的相關：暈環多紀魨